# Hymenopenaeus
Genre
Hymenopenaeus est un genre de crustacés décapodes dont les représentants ressemblent à des crevettes.

## Liste des espèces
- Hymenopenaeus aphoticus Burkenroad, 1936
- Hymenopenaeus chacei Crosnier et Forest, 1969
- Hymenopenaeus debilis S. I. Smith, 1882
- Hymenopenaeus doris (Faxon, 1893)
- Hymenopenaeus equalis (Bate, 1888) - salicoque voilée,
- Hymenopenaeus fattahi Ramadan, 1938
- Hymenopenaeus furici Crosnier, 1978
- Hymenopenaeus halli Bruce, 1966
- Hymenopenaeus laevis (Bate, 1881)
- Hymenopenaeus neptunus (Bate, 1881)
- Hymenopenaeus nereus (Faxon, 1893)
- Hymenopenaeus obliquirostris (Bate, 1881)
- Hymenopenaeus propinquus (De Man, 1907)
- Hymenopenaeus sewelli Ramadan, 1938
- Hymenopenaeus tuerkayi Crosnier, 1995